# Audion Piano
Audion Piano – instrument muzyczny z grupy elektrofonów elektromechanicznych wynaleziony przez amerykańskiego wynalazcę Lee De Foresta w 1915 na uboczu jego prac nad techniką radiową.
Audion Piano było pierwszym prawdziwie elektrycznym instrumentem muzycznym. Elementem generującym oscylacje prądu była lampowa trioda pracująca jako heterodyna. Instrument wyposażony był w klawiaturę i po jednej triodzie na oktawę, co pozwalało grać jednocześnie po jednym dźwięku muzycznym z każdej oktawy. Brzmienie instrumentu przypominało skrzypce lub instrument dęty, lecz na tyle różniący się od nich, że był określany jako "nie przypominający niczego, co słyszało ludzkie ucho do tamtych czasów", jak to określał sam wynalazca.
Audion Piano nie weszło do produkcji ani do praktyki muzycznej, lecz zainicjowało dalszy rozwój tego typu instrumentów.